# True Carnage
True Carnage är det fjärde studioalbumet av death metal bandet Six Feet Under, utgivet 2001 av skivbolaget Metal Blade Records. Chris Barnes sång är väldigt varierande på detta albumet, allt från gällt skrik till djupa dödsgrymtningar.

## Låtlista
1. "Impulse to Disembowel" – 3:11
2. "The Day the Dead Walked" – 2:15
3. "It Never Dies" – 2:41
4. "The Murderers" – 2:40
5. "Waiting for Decay" – 2:41
6. "One Bullet Left" – 3:31
7. "Knife, Gun, Axe" – 3:56
8. "Snakes" – 2:44
9. "Sick and Twisted" – 3:51
10. "Cadaver Mutilator" – 2:34
11. "Necrosociety" – 4:10

- Text: Chris Barnes
- Musik: Six Feet Under [2]

## Medverkande
Musiker (Six Feet Under-medlemmar)
- Chris Barnes − sång
- Steve Swanson − gitarr
- Terry Butler − basgitarr
- Greg Gall − trummor

Bidragande musiker
- Ice T – sång på "One Bullet Left"
- Karyn Crisis – sång på "Sick and Twisted"

Produktion
- Brian Slagel – producent
- Chris Carroll – ljudtekniker
- Kieran Wagner – ljudtekniker
- Big Dave Hyman – assisterande ljudtekniker
- Marc Lee – assisterande ljudtekniker
- Dave Schiffman – ljudmix
- Eddy Schreyer – mastering
- Donald Tardy – tekniker (trummor)
- Paul Booth – omslagsdesign, omslagskonst, foto